# Dog Park
Dog Park is een Amerikaans-Canadese romantische komedie uit 1998, geregisseerd en geschreven door Bruce McCulloch en geproduceerd door Susan Cavan. De hoofdrollen worden vertolkt door Janeane Garofalo, Natasha Henstridge en Bruce McCulloch.

## Verhaal
Andy is een rustige, verlegen jongen die wordt verlaten door zijn vriendin die bovendien hun hond meeneemt. Hij ontmoet een nieuw meisje, Lorna. Zij heeft ook net haar relatie beëindigd. De liefde tussen hen komt niet zo makkelijk tot stand. Er zijn namelijk nog wat kleine problemen die bij de honden psycholoog moeten worden opgelost. Hun honden hebben namelijk problemen.

## Rolbezetting
| Acteur             | Personage                          |
| ------------------ | ---------------------------------- |
| Janeane Garofalo   | Jeri                               |
| Natasha Henstridge | Lorna                              |
| Bruce McCulloch    | Jeff                               |
| Mark McKinney      | Honden Psycholoog                  |
| Kathleen Robertson | Cheryl                             |
| Harland Williams   | Callum                             |
| Luke Wilson        | Andy                               |
| Kristin Lehman     | Keiran                             |
| Amie Carey         | Rachel                             |
| Gordon Currie      | Trevor                             |
| Peter MacNeill     | Buurman                            |
| Jerry Schaefer     | Norm                               |
| Zachary Bennett    | Dougie                             |
| Ron James          | Mannelijke Eigenaar van de Hond #1 |
| Albert Schultz     | Mannelijke Eigenaar van de Hond #2 |
| Terri Hawkes       | Omroepster                         |